# Campionato del mondo di hockey su slittino - Gruppo B 2016
Il campionato del mondo di hockey su slittino - Gruppo B 2016 è stata la sesta edizione del torneo di secondo livello. Si è disputato a Tomakomai, in Giappone, dal 29 novembre al 3 dicembre 2016.

## Partecipanti
Hanno preso parte al torneo solo quattro squadre: Rep. Ceca e Giappone, retrocesse dal mondiale élite 2015 e Slovacchia e Regno Unito, che nella precedente edizione del mondiale di gruppo B si erano classificate rispettivamente terza e quinta. Le prime tre classificate si qualificarono per il torneo di qualificazione ai XII Giochi paralimpici invernali.
Partecipanti:
 Giappone (retrocessa dal Gruppo A e paese ospitante)

 Rep. Ceca (retrocessa dal Gruppo A)

 Regno Unito

 Slovacchia

## Girone
| Tomakomai 29 novembre 2016, ore 14.30 UTC+9 | Rep. Ceca        | 12 – 0 (4:0; 5:0; 3:0) referto | Regno Unito | Hakucho Oji Ice Arena (35 spett.)\| Arbitro: \| Sotaro Yamaguchi \| |
| Arbitro:                                    | Sotaro Yamaguchi |                                |             |                                                                     |

| Tomakomai 29 novembre 2016, ore 17.30 UTC+9 | Giappone    | 3 – 1 (2:0; 0:1; 1:0) referto | Slovacchia | Hakucho Oji Ice Arena (212 spett.)\| Arbitro: \| Owe Lutchke \| |
| Arbitro:                                    | Owe Lutchke |                               |            |                                                                 |

| Tomakomai 30 novembre 2016, ore 14.00 UTC+9 | Rep. Ceca        | 3 – 0 (0:0; 2:0; 1:0) referto | Slovacchia | Hakucho Oji Ice Arena (45 spett.)\| Arbitro: \| Sotaro Yamaguchi \| |
| Arbitro:                                    | Sotaro Yamaguchi |                               |            |                                                                     |

| Tomakomai 30 novembre 2016, ore 18.00 UTC+9 | Giappone      | 6 – 0 (3:0; 1:0; 2:0) referto | Regno Unito | Hakucho Oji Ice Arena (188 spett.)\| Arbitro: \| Jacob Grumsen \| |
| Arbitro:                                    | Jacob Grumsen |                               |             |                                                                   |

| Tomakomai 2 dicembre 2016, ore 14.30 UTC+9 | Slovacchia  | 1 – 0 (1:0; 0:0; 0:0) referto | Regno Unito | Hakucho Oji Ice Arena (51 spett.)\| Arbitro: \| Owe Lutchke \| |
| Arbitro:                                   | Owe Lutchke |                               |             |                                                                |

| Tomakomai 2 dicembre 2016, ore 17.30 UTC+9 | Giappone      | 0 – 2 (0:2; 0:0; 0:0) referto | Rep. Ceca | Hakucho Oji Ice Arena\| Arbitro: \| Jacob Grumsen \| |
| Arbitro:                                   | Jacob Grumsen |                               |           |                                                      |

### Classifica
| Pos. | Squadra     | Pt. | PG | V | VOT | POT | P | GF | GS |
| ---- | ----------- | --- | -- | - | --- | --- | - | -- | -- |
| 1.   | Rep. Ceca   | 9   | 3  | 3 | 0   | 0   | 0 | 17 | 0  |
| 2.   | Giappone    | 6   | 3  | 2 | 0   | 0   | 1 | 9  | 3  |
| 3.   | Slovacchia  | 3   | 3  | 1 | 0   | 0   | 2 | 2  | 6  |
| 4.   | Regno Unito | 0   | 3  | 0 | 0   | 0   | 3 | 0  | 19 |

La Rep. Ceca ed il Giappone si qualificano per la finale e per il torneo di qualificazione paralimpica. Slovacchia e Regno Unito si sfideranno nella finale per il terzo posto, che determinerà anche la terza qualificata al torneo di qualificazione paralimpica.

## Finali

### Finale 3º-4º posto
| Tomakomai 3 dicembre 2016, ore 11.00 UTC+9 | Slovacchia    | 5 – 1 (2:0; 2:0; 1:1) referto | Regno Unito | Hakucho Oji Ice Arena (110 spett.)\| Arbitro: \| Jacob Grumsen \| |
| Arbitro:                                   | Jacob Grumsen |                               |             |                                                                   |

### Finale
| Tomakomai 3 dicembre 2016, ore 14.30 UTC+9 | Rep. Ceca   | 6 – 0 (3:0; 3:0; 0:0) referto | Giappone | Hakucho Oji Ice Arena (400 spett.)\| Arbitro: \| Owe Lutchke \| |
| Arbitro:                                   | Owe Lutchke |                               |          |                                                                 |

Rep. Ceca, Giappone e Slovacchia si qualificano al torneo di qualificazione alle Paralimpiadi 2018.